# 미셸 드 몽테뉴
미셸 에켐 드 몽테뉴 (Michel Eyquem de Montaigne 1533년 2월 28일 - 1592년 9월 13일)는 프랑스 철학자, 사상가, 수필가이다.

## 생애
프랑스 기옌(Guyenne) 샤토 드 몽테뉴(Château de Montaigne)라는 마을의 부유한 상인의 아들로 태어나 법률을 공부한 후, 보르도 법원에서 법관을 지냈다. 그 후 1571년 고향으로 돌아와 저술에 몰두하였다. 1580년 유명한 <수상록>을 완성시켰는데, 그는 이 책에서 인간의 거짓 없는 모습을 그렸다. 그와 같은 인간의 연구가·관찰가를 프랑스 문학사에서는 모랄리스트(인간 연구가)라 부르고 있다. 그는 프랑스의 모랄리스트 문학의 토대를 쌓았을 뿐만 아니라 수필 문학에도 커다란 영향을 주었다. 그는 처음에는 금욕적인 인생관을 가르쳤으나, 천동설이 지동설로 바뀌고, 신대륙이 발견되는 등 상식이 붕괴되자 충격을 받아, 인간 이성의 한계를 주장하면서 개혁을 혐오하고 보수주의를 신봉하였다. 그러나 내심으로는 자유주의를 지지하고, 귀족보다는 농민의 태도를 찬양하였으며, 형식주의적 법 이론을 배척하여 인간애를 고취하는 등 인간의 가치를 추구하였다.
남들이 자기에 대하여 자신과 포부를 가지는것을 보면 감탄을 금할 수 없다. 나는 미리 그런일을 할 수 있는 수단이나 방법을 생각하지 못한다. 결과를 보고나서밖에는 내 역량을 알지 못한다. 다른 모든일에도 그렇지만 나는 나 자신에대한 확신을 가지지 못한다. 그래서 어쩌다가 내가 하는일이 잘 되는 수가 있으면 그것은 내 역량이라기 보다는 운수가 좋았기 때문이라고 생각한다. 어떻는 나는 모든 일을 되어가는대로 조마조마한 생각으로 계획한다. 철학 자체도 아무것도 결론 내리지 못하며 근거가 박약하고 아는 것이 없다는 사실을 진심으로 인정할 때 가장 잘하는 일로 보인다. 사람이 공적으로나 사적으로나 가장 그릇된 사상을 가꾸게되는 주요한 요인은 자기 자신을 높이 평가하는데서 온다고 본다.— 몽테뉴 수상록중